# Septoutre
Septoutre est une ancienne commune française du département de la Somme. 
En 1829, la commune fusionne avec Ainval pour former la nouvelle commune d'Ainval-Septoutre.

## Démographie
| 1793 | 1800 | 1806 | 1821 |
| ---- | ---- | ---- | ---- |
| 80   | 81   | 78   | 58   |